# Amanda Martikainen

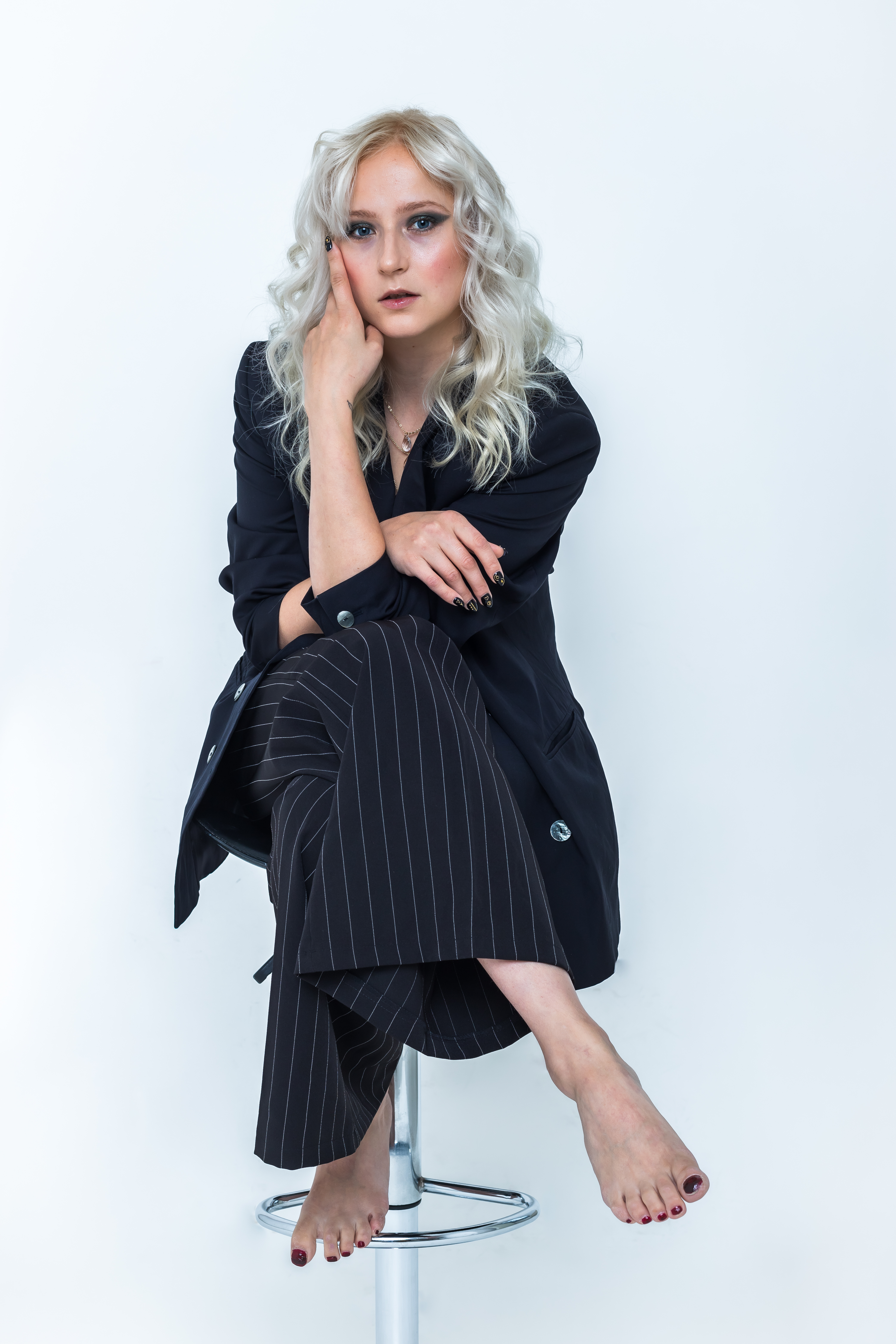
Amanda Martikainen (2021)

Amanda Martikainen ist eine finnische Komponistin, Musikproduzentin und Sängerin.

## Leben
Amanda Martikainen wuchs in Sodankylä, Finnland, auf. Von 2010 bis 2015 absolvierte sie ein Bachelorstudium an der Hochschule für Musik Hanns Eisler Berlin. Von 2015 bis 2019 absolvierte sie ein Masterstudium in der Hochschule für Musik und Theater „Felix Mendelssohn Bartholdy“ in Leipzig. Während des Studiums trat sie in der Oper Leipzig sowie im Schauspiel Leipzig auf und tourte als Gastsolistin mit der deutschen Rockband Die Prinzen. Künstlerische Kollaborationen verbanden sie mit dem Regisseur Philipp Preuss,  Schriftstellerin Tanja Langer und dem Theaterkollektiv Subbotnik. Im Jahr 2020 gewann sie in der Kategorie „Listen to Berlin - Unexpected Sounds“ mit ihrer Debutveröffentlichung „Soitto“ einen Preis.
2021 komponierte sie die Bühnenmusik zu „Konflikt“, welches als Live-Stream  in der Theater Viirus Helsinki aufgeführt wurde.
2022 erscheint ihre Musik zum Kurzfilm „Toisin Tein“ von Jenny Mansikkasalo und Sisus Sirkus sowie eine elektronische Oper „A Voice Of One´s Own“ mit der Regisseurin Shannon Murray in Houston, Texas. Amanda Martikainen arbeitet als artist in residence in den Riverside Studios Berlin.